# Parc naturel de Mihrabat
 (mars 2025).
Le Parc naturel de Mihrabat (en turc : Mihrabat Tabiat Parki) est un parc naturel situé dans la partie asiatique du district de Beykoz de la province d'Istanbul, en Turquie. 
Situé au sud-est du quartier de Kanlıca à Beykoz, à côté du Bosphore, il couvre une superficie de 20 hectares. Il a été créé en 2011. 
Le parc naturel propose aux visiteurs des activités récréatives de plein air telles que la randonnée, le vélo et le pique-nique. Il y a des terrains de basket-ball et de football. L'utilisation du parc pour des événements tels que des mariages, des concerts de musique et des réunions est également autorisée. 

## Écosystème

### Flore
Le parc naturel est l'habitat de diverses espèces végétales, dont la majorité sont des arbres à feuilles caduques. La végétation à feuilles caduques comprend le charme commun (Carpinus betulus), le châtaignier (Castanea sativa), le platane d'Orient (Platanus orientalis), le tilleul argenté (Tilia argentea), le chêne kermès (Quercus coccifera), le chêne irlandais (Quercus petraea), l'érable de Norvège (Acer platanoides), l'érable des Balkans (Acer trautvetteri), la fleur de crêpe (Lagerstroemia indica), le micocoulier méditerranéen (Celtis australis), le catalpa (Catalpa bignonioides), l'arbre de Judée Cercis siliquastrum, le frêne commun (Fraxinus excelsior), l'acacia argenté (Acacia dealbata), le prunus (Prunus cerasifera) et le magnolia à grandes fleurs (Magnolia grandiflora). 
Les conifères présents sont le pin parasol (Pinus pinea), le cèdre de l'Himalaya (Cedrus deodara) et le genévrier de Syrie (Juniperus drupacea). 
Les plantes à feuillage sont le cyprès méditerranéen (Cupressus sempervirens), le cèdre géant (Thuja plicata), le cèdre oriental (Thuja orientalis), le cèdre du Liban (Cedrus libani) et le genévrier grec (Juniperus excelsa). 
Les arbustes du parc sont le saule marsault (Salix caprea), le laurier noble (Laurus nobilis), le Photinia serratifolia, le laurier tin (Viburnum tinus), l'arbousier (Arbutus unedo), le cornouiller anglais (Philadelphus coronarius), le houx européen (Ilex aquifolium), le Tamarix, le genêt à balais (Spartium junceum), le buisson ardent écarlate (Pyracantha coccinea), la mûre (Rubus), le laurier d'Australie (Pittosporum tobira), le fragon (Ruscus aculeatus), la bruyère arborescente (Erica arborea), le troène du Japon (Ligustrum japonicum), l'olivier vert (Phillyrea latifolia), l'églantier (Rosa canina) et le néflier commun (Mespilus germanica). 
Sur les coteaux, des plantes à fleurs comme l'orpin (Sedum hispanicum) et (Sedum spurium), le laurier rose (Nerium oleander), le romarin (Rosmarinus officinalis) et la nandina (Nandina domestica). 

### Oiseaux
Les espèces d'oiseaux observées dans le parc naturel sont le moineau, l'accenteur mouchet, le grand corbeau, le pic et le chardonneret élégant. D'autres animaux présents dans le parc sont le lièvre, l'écureuil, la tortue et le lézard. 